# Annaburg
Annaburg é uma cidade da Alemanha localizado no distrito de Wittenberg, estado de Saxônia-Anhalt.
Pertence ao Verwaltungsgemeinschaft de Annaburg-Prettin.